# Ghazipur
Ghazipur là một thành phố và là nơi đặt ban đô thị (municipal board) của quận Ghazipur thuộc bang Uttar Pradesh, Ấn Độ.

## Địa lý
Ghazipur có vị trí 25°35′B 83°34′Đ / 25,58°B 83,57°Đ Nó có độ cao trung bình là 62 mét (203 feet).

## Nhân khẩu
Theo điều tra dân số năm 2001 của Ấn Độ, Ghazipur có dân số 95.243 người. Phái nam chiếm 53% tổng số dân và phái nữ chiếm 47%. Ghazipur có tỷ lệ 69% biết đọc biết viết, cao hơn tỷ lệ trung bình toàn quốc là 59,5%: tỷ lệ cho phái nam là 76%, và tỷ lệ cho phái nữ là 62%. Tại Ghazipur, 13% dân số nhỏ hơn 6 tuổi.